# Целков
Целков (њем. Zölkow) општина је у њемачкој савезној држави Мекленбург-Западна Померанија. Једно је од 76 општинских средишта округа Пархим. Према процјени из 2010. у општини је живјело 631 становника. Посједује регионалну шифру (AGS) 13060092.

## Географски и демографски подаци
Целков се налази у савезној држави Мекленбург-Западна Померанија у округу Пархим. Општина се налази на надморској висини од 57 метара. Површина општине износи 23,0 km². У самом мјесту је, према процјени из 2010. године, живјело 631 становника. Просјечна густина становништва износи 27 становника/km².